# Шмид, Курт
Курт Шмид (нем. Kurt Schmied; 14 июня 1926, Вена— 9 декабря 2007, Вена) — австрийский футболист, вратарь. Выступал, в частности, за клубы «Винер Шпорт-Клуб» и «Виенна», а также национальную сборную Австрии. Чемпион Австрии.

## Клубная карьера
Родился 14 июня 1926 года в Вене. Воспитанник футбольной школы местного клуба «Гельфорт». В профессиональном футболе дебютировал в 1947 году выступлениями за команду другого венского клуба, «Винер Шпорт-Клуб», в котором провел пять сезонов, приняв участие в 100 матчах чемпионата.
Своей игрой за эту команду привлек внимание представителей тренерского штаба клуба «Виенна», к составу которого присоединился в 1952 году. Сыграл за старую венскую команду следующие тринадцать сезонов своей игровой карьеры. За это время завоевал титул чемпиона Австрии.
Завершил профессиональную игровую карьеру в клубе «Аустрия», за которую выступал на протяжении 1965—1966 годов.
Умер 9 декабря 2007 года на 82-м году жизни в городе Вена.

## Карьера в сборной
В 1954 году дебютировал в официальных матчах в составе национальной сборной Австрии. В течение карьеры в национальной команде, которая длилась 6 лет, провел за главную команду страны 38 матчей.
В составе сборной был участником чемпионата мира 1954 года в Швейцарии, на котором команда завоевала бронзовые награды, а также чемпионата мира 1958 года в Швеции.

## Достижения
- Чемпион австрийской Штатслиги (1): 1954/55

 Сборная Австрии
- Бронзовый призёр чемпионата мира: 1954